# Contea di Goesan
La contea di Goesan (Goesan-gun; 괴산군; 槐山郡) è una delle suddivisioni della provincia sudcoreana del Nord Chungcheong.